# Steve Donovan, Western Marshal
Steve Donovan, Western Marshal è una serie televisiva western statunitense in 39 episodi prodotta dalla Jack Chertok Television Productions e dalla NBC Film Division, trasmessi in syndication per la prima volta nel corso di una sola stagione dal 24 settembre 1955 al 16 giugno 1956.

## Trama
Steve Donovan, insieme al suo assistente Rusty Lee, si impegna a far rispettare la legge e mantenere l'ordine nel Wyoming.

## Produzione
La serie, conosciuta anche con il nome di Western Marshal, è il sequel di Steve Donovan, Texas Ranger prodotta da Jack Chertok per la Consolidated Television Productions nel biennio 1951-1952 per 26 episodi da 30 minuti ciascuno, trasmessi in syndication da luglio del 1952, con Douglas Kennedy come protagonista.
Billboard recensì l'episodio pilota di questa serie, messo in onda nel febbraio del 1951, come «un oggetto dal ritmo incalzante che mostra i progressi che [il produttore Jack] Chertok ha acquisito nel corso della realizzazione della sua serie Lone Ranger».
In questa nuova serie Steve Donovan, da Ranger nel Texas diventa componente dello United States Marshals Service nello stato del Wyoming.

## Registi e sceneggiatori
Tra i registi degli episodi, si segnalano Charles D. Livingstone, Paul Landres e George Archainbaud. Tra gli sceneggiatori, William R. Cox, Joe Richardson e Orville H. Hampton.

## Guest star
Tra le guest star che recitano negli episodi della serie si segnalano Stephen Bekassy, Ainslie Pryor, Murvyn Vye, Duane Grey, Lewis Charles, Paul Birch, Pitt Herbert, Harry Lauter, Robert Carson, John Doucette, Walter Coy, John Cliff e Don Haggerty.

## Episodi
| Stagione       | Episodi | Prima TV originale |
| -------------- | ------- | ------------------ |
| Prima stagione | 39      | 1955-1956          |